# Echinometra vanbrunti
Espèce
Echinometra vanbrunti est une espèce d'oursins tropicaux de la famille des Echinometridae, que l'on trouve sur les côtes pacifiques de l'Amérique centrale.

## Description
C'est un oursin régulier de taille moyenne, dont le test (coquille) mesure entre 5 et 8 cm de diamètre. Le test est généralement noir, et la couleur de ses radioles robustes et coniques est variable, allant du violacé au noir. Celles-ci sont de longueur homogène, ne dépassant pas le diamètre du test. La bouche située au centre de la face orale (inférieure), et l'anus à l'opposé, à l'apex (pôle supérieur). Le péristome (membrane charnue entourant la bouche) est large et nu. Contrairement aux autres espèces de son genre, cet oursin n'est pas significativement allongé et plutôt circulaire. 

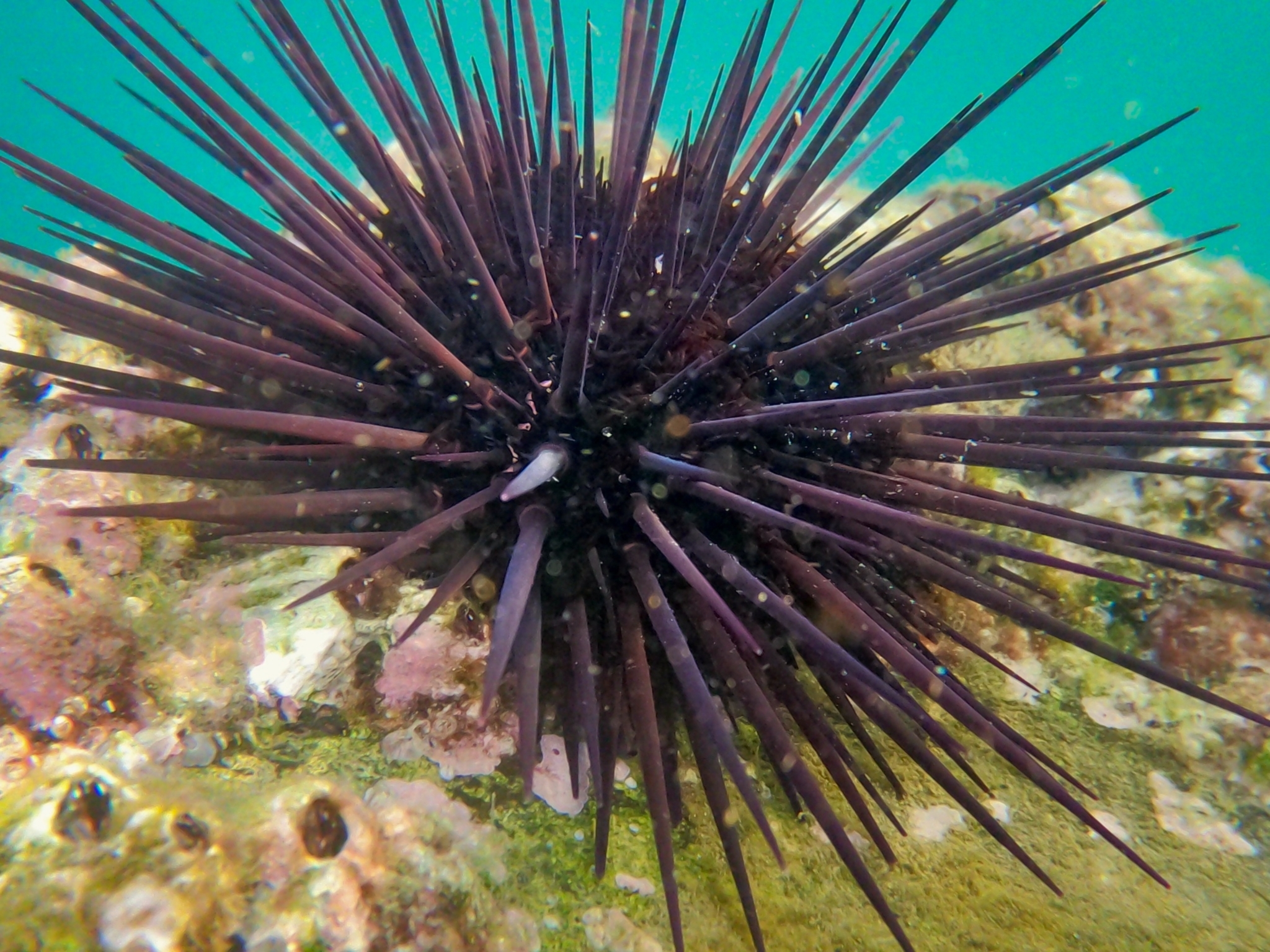

## Répartition
Cet oursin est relativement courant à faible profondeur (notamment dans les trous d'eau de la zone intertidale) sur les côtes pacifiques de l'Amérique centrale, notamment à Panama mais aussi de la Basse-Californie aux Galapagos. Elle est cependant remplacée sur l'île de Pâques par une espèce proche, Echinometra insularis.

## Echinometra vanbrunti
Comme tous les oursins vivant à proximité de la surface, cet animal est souvent responsables de vives douleurs quand un baigneur marche dessus par inadvertance : ses piquants ont tendance à se casser dans la plaie, ce qui les rend presque impossibles à enlever entièrement. Heureusement, il n'est pas venimeux, et ne présente pas de grand danger si la plaie est correctement désinfectée : le corps dissoudra les morceaux de carbonate en quelques semaines.
Cette espèce n'est pas consommée de manière significative, et n'est d'aucune valeur commerciale.